# 贝尔纳多特·埃弗利·施密特
贝尔纳多特·埃弗利·施密特（1886年5月19日—1969年3月23日）是一位美国历史学家，于1924年至1946年担任芝加哥大学现代欧洲历史教授。他最著名的研究是关于第一次世界大战的起源，强调德国应该对战争负上主要责任，并反对修正主义的观点。

## 生平
施密特获得了牛津大学的文学硕士学位，以及威斯康星大学麦迪逊分校的博士学位。1906年首次访问德国后，施密特对德国产生了长期的敌对情绪。1916年，他因出版《英德关系，1740-1914》一书而受到关注。著作《即将到来的战争，1914》（1930年出版）为他赢得了1930年美国历史学会乔治·路易斯·比尔奖和1931年普利策历史奖。

## 主要作品
《即将到来的战争，1914》（The Coming of the War, 1914）等，该著作获得1931年普利策历史奖。
这部作品是施密特最为人熟知的著作之一，对两年前（1928年）悉尼·费伊（Sidney Fay）所发表的第一次世界大战起源的研究提出了异议。费伊认为塞尔维亚和俄罗斯对一战的爆发负有主要责任，而施密特坚持德国是导致这场灾难的主要原因。
施密特、路易吉·阿尔贝蒂尼（Luigi Albertini）和皮埃尔·雷诺万（Pierre Renouvin）所代表的“正统”学派，与费伊、哈里·埃尔默·巴恩斯（Harry Elmer Barnes）等“修正主义”学派之间的争论，主导了有关“战争罪责”的学术讨论。“正统”学派认为德国对第一次世界大战负有主要责任，而“修正主义”学派则将责任归咎于协约国。

## 影响
美国历史学会设立了施密特奖学金 （页面存档备份，存于），用于支持欧洲、非洲和亚洲历史领域的研究。